# Juan de Ortega
Juan de Ortega (o Hortega) (Palencia, 1480 – 1568) è stato un matematico spagnolo.
Domenicano, Ortega insegnò matematica commerciale in Aragona e Italia. In una sua opera pubblicata nel 1512 a Barcellona, Tractado subtilisimo d'arithmetica y de geometria, offrì un metodo sofisticato di estrazione delle radici, che prefigurava le equazioni di Pell-Fermat. Il trattato fu ripubblicato a Roma nel 1515 (con il titolo Suma de arithmetica), a Messina nel 1522 e a Siviglia nel 1552.
Insieme a Marino Ghetaldi, Adriano Romano, Wilhelm Klebitz e Cartesio, fu fra i pochi a usare il "+" come simbolo di addizione. Il suo metodo fu continuato da Nicolas Chuquet.

## Opere
- Suma de arithmetica: geometria pratica utilissima: ordinata per Johane de Ortega spagnolo palentino, Roma, Etienne Guillery, 1515.